# North Northamptonshire
North Northamptonshire er en Enhedslig myndighed (enhedskommune eller købstadskommune) i Northamptonshire, der blev oprettet i 2021.
North Northamptonshire består af fire tidligere kommuner, der blev lagt sammen den 1. april 2021. De vigtigste byer i kommunen er Kettering, Corby, Wellingborough. Rushden og Desborough.        
| Myndighed | Spire Denne artikel om en offentlig myndighed er en spire som bør udbygges. Du er velkommen til at hjælpe Wikipedia ved at udvide den. |